# Oveco
Oveco va ser un religiós del regne de Lleó, bisbe de Tui aproximadament entre el 932 i el 936. No hi ha gaire informació sobre ell. Apareix en el document on s'esmenta el seu predecessor, Naustio, a continuació d'ell. Esmenta Enrique Flórez, que altres autors van convertir el seu nom a Diego i Eneco, però que Oveco és un nom bastant utilitzat en aquesta època. Apareix també en un altre document, del 935, en la qual apareix el rei Ramir II de Lleó, que dona favors a Isidro de Dueñas, i confirma Oveco Tudensis Sedis Episcopus.